# Electrodiálisis

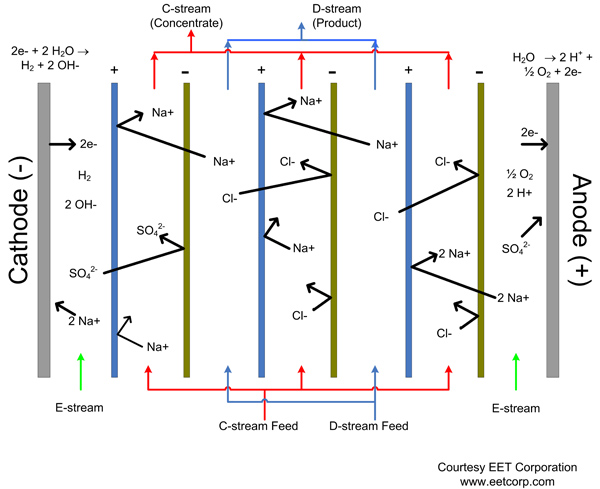
Electrodiálisis, diagrama.

La electrodiálisis es una tecnología que permite, bajo la influencia de un campo eléctrico continuo, extraer sustancias ionizadas disueltas en una disolución acuosa a través de membranas selectivas de intercambio iónico.